# Liste der Stolpersteine im Kölner Stadtteil Dellbrück
Die Liste der Stolpersteine im Kölner Stadtteil Dellbrück führt die vom Künstler Gunter Demnig verlegten Stolpersteine im Kölner Stadtteil Dellbrück auf.
Die Liste der Stolpersteine beruht auf den Daten und Recherchen des NS-Dokumentationszentrums der Stadt Köln, zum Teil ergänzt um Informationen und Anmerkungen aus Wikipedia-Artikeln und externen Quellen. Ziel des Kunstprojektes ist es, biografische Details zu den Personen, die ihren (letzten) freiwillig gewählten Wohnsitz in Köln hatten, zu dokumentieren, um damit ihr Andenken zu bewahren.
Anmerkung: Vielfach ist es jedoch nicht mehr möglich, eine lückenlose Darstellung ihres Lebens und ihres Leidensweges nachzuvollziehen. Insbesondere die Umstände ihres Todes können vielfach nicht mehr recherchiert werden. Offizielle Todesfallanzeigen aus den Ghettos, Haft-, Krankenanstalten sowie den Konzentrationslagern können oft Angaben enthalten, die die wahren Umstände des Todes verschleiern, werden aber unter der Beachtung dieses Umstandes mitdokumentiert.
| Bild                                                                    | Name sowie Details zur Inschrift                                                                                         | Adresse                                    | Zusätzliche Informationen |
| ----------------------------------------------------------------------- | --- | ------------------------------------------ | --- |
|                                                                         | Hier wohnte Josef Bensberg (Jahrgang 1900) im Widerstand/KPD Flucht 1936 Spanien internationale Brigaden tot 1936 Madrid | Bergisch Gladbacher Straße 1088 (Standort) | |
|                                                                         | Märchenstraße 54 wohnte Dr. Hertha Kraus (Jahrgang 1897) Berufsverbot 1933 Flucht 1933 USA                               | Aschenbrödelweg 1 (Standort)               | |
| Stolperstein für Franziska Kühne (Bergisch Gladbacher Straße 1033)      | Hier wohnte Franziska Kühne, geb. Hamburger (Jahrgang 1891) Deportiert Ermordet                                          | Bergisch Gladbacher Str. 1033 (Standort)   | Der Stolperstein erinnert an Franziska Kühne (geb. Hamburger), geboren am 1. Juni 1891. Franziska Kühne war die Tochter des Lotteriekollekteurs Julius Hamburger und seiner Frau Helene, geborene Lichtenheim. Die Eltern waren schon früh verstorben (1897 und 1892) und Franziska wuchs als Waise auf. Franziska Hamburger war unverheiratet als sie ihre Söhne Herbert (geb. 16. Dezember 1916) und Siegmund (geb. 22. November 1918) zur Welt brachte. Erst am 31. Dezember 1930 heiratete sie, in Köln-Holweide, den Vorarbeiter Johann Kühne. Ihr weiteres Schicksal und das ihres Sohnes Siegmund ist unbekannt. Ihr Sohn Herbert und seine Frau Elsa wurden 1941 in das Ghetto Minsk deportiert. Für Herbert und seine Frau Elsa wurden Stolpersteine in Hamburg-Neustadt am Großneumarkt 38 verlegt.                              |
| Stolperstein für Florentine Löb (Bergisch Gladbacher Straße 1203)       | Hier wohnte Florentine Löb, geb. Liffmann (Jahrgang 1894) Flucht 1938 USA                                                | Bergisch Gladbacher Str. 1203 (Standort)   | Der am 26. September 2019 verlegte Stolperstein erinnert an Florentine Löb (geb. Liffmann), geboren am 19. Oktober 1894 in Gerolstein. Florentine Liffmann heiratete 1919 den Kaufmann Siegbert Löb. 1920 wurde Tochter Wilhelmina und 1927 Tochter Rita geboren. Die Familie Löb bewohnte seit etwa 1930 das neu erbaute Haus in der Bergisch Gladbacher Straße 1203. Im Mai 1938 konnte die Familie an Bord des Turbinenschiffes Washington in die USA emigrieren. |
| Stolperstein für Rita Löb (Bergisch Gladbacher Straße 1203)             | Hier wohnte Rita Löb, (Jahrgang 1927) Flucht 1938 USA                                                                    | Bergisch Gladbacher Str. 1203 (Standort)   | Der am 26. September 2019 verlegte Stolperstein erinnert an Rita Löb, geboren 1927 in Köln. Rita Löb war die Tochter des Kaufmanns Siegbert Löb und seiner Frau Florentine, geborene Liffmann. Die Familie Löb bewohnte seit etwa 1930 das neu erbaute Haus in der Bergisch Gladbacher Straße 1203. Im Mai 1938 konnte die Familie an Bord des Turbinenschiffes Washington in die USA emigrieren. |
| Stolperstein für Wilhelmina Helma Löb (Bergisch Gladbacher Straße 1203) | Hier wohnte Siegbert Löb, (Jahrgang 1894) Flucht 1938 USA                                                                | Bergisch Gladbacher Str. 1203 (Standort)   | Der am 26. September 2019 verlegte Stolperstein erinnert an Siegbert Löb, geboren am 28. April 1894 in Berstadt. Der Kaufmann Siegbert Löb war seit 1919 mit Florentine Liffmann verheiratet. 1920 wurde Tochter Wilhelmina und 1927 Tochter Rita geboren. In den 1920er Jahren betrieb Siegbert Löb den Tabak-Handel Löb & Cie. in der Saarstraße 6 in der Kölner Südstadt. Ende der 1920er Jahre stieg er auf die Produktion von Berufskleidung um. Die Familie Löb bewohnte seit etwa 1930 das neu erbaute Haus in der Bergisch Gladbacher Straße 1203. Mitte der 1930er Jahre verschlechterten sich die wirtschaftlichen Verhältnisse und der Standort Saastraße 6 wurde aufgegeben. Siegbert Löb produzierte an seiner Wohnadresse weiter, bis die Familie im Mai 1938 an Bord des Turbinenschiffes Washington in die USA emigrierte. |
| Stolperstein für Wilhelmina Helma Löb (Bergisch Gladbacher Straße 1203) | Hier wohnte Wilhelmina Helma Löb, (Jahrgang 1920) Flucht 1938 USA                                                        | Bergisch Gladbacher Str. 1203 (Standort)   | Der am 26. September 2019 verlegte Stolperstein erinnert an Wilhelmina Helma Löb, geboren 1920 in Köln. Wilhelmina Helma Löb war die Tochter des Kaufmanns Siegbert Löb und seiner Frau Florentine, geborene Liffmann. Die Familie Löb bewohnte seit etwa 1930 das neu erbaute Haus in der Bergisch Gladbacher Straße 1203. Im Mai 1938 konnte die Familie an Bord des Turbinenschiffes Washington in die USA emigrieren. |
| Stolperstein für Adolf Oppenheimer (Paffrather Straße 40)               | Hier wohnte Adolf Oppenheimer (Jahrgang 1894) Deportiert 1942 Auschwitz Ermordet am 13. Dezember 1942                    | Paffrather Str. 40 (Standort)              | Der Stolperstein erinnert an Adolf Josef Oppenheimer, geboren am 11. August 1894 in Göppingen. Adolf Oppenheimer war der Sohn von Frieda und Ferdinand Oppenheimer und der Ehemann von Lizzy Oppenheimer. Adolf Oppenheimer wurde von der Gestapo vom 18. September 1942 bis zum 16. November 1942 inhaftiert. 1942 wurde er in das Vernichtungslager Auschwitz deportiert. Dort starb Adolf Oppenheimer am 13. Dezember 1942. |

## Quelle
- NS-Dokumentationszentrum - Stolpersteine | Erinnerungsmale für die Opfer des Nationalsozialismus (Stadtteilliste Dellbrück)